# ダイバート
ダイバート（英語: divert）は、航空機の運航において、当初の目的地以外の空港などに着陸すること。ダイバージョン (diversion)・代替着陸・目的地外着陸とも呼ばれる。旅行業界では、内部文書において慣例的に "div out" と表記することもあるが、これは本来とは違う目的地へ向かうという意味から、原語を "dive out" と勘違いしたための用法である。なお原語は「ディバート」に近い。

## 概要

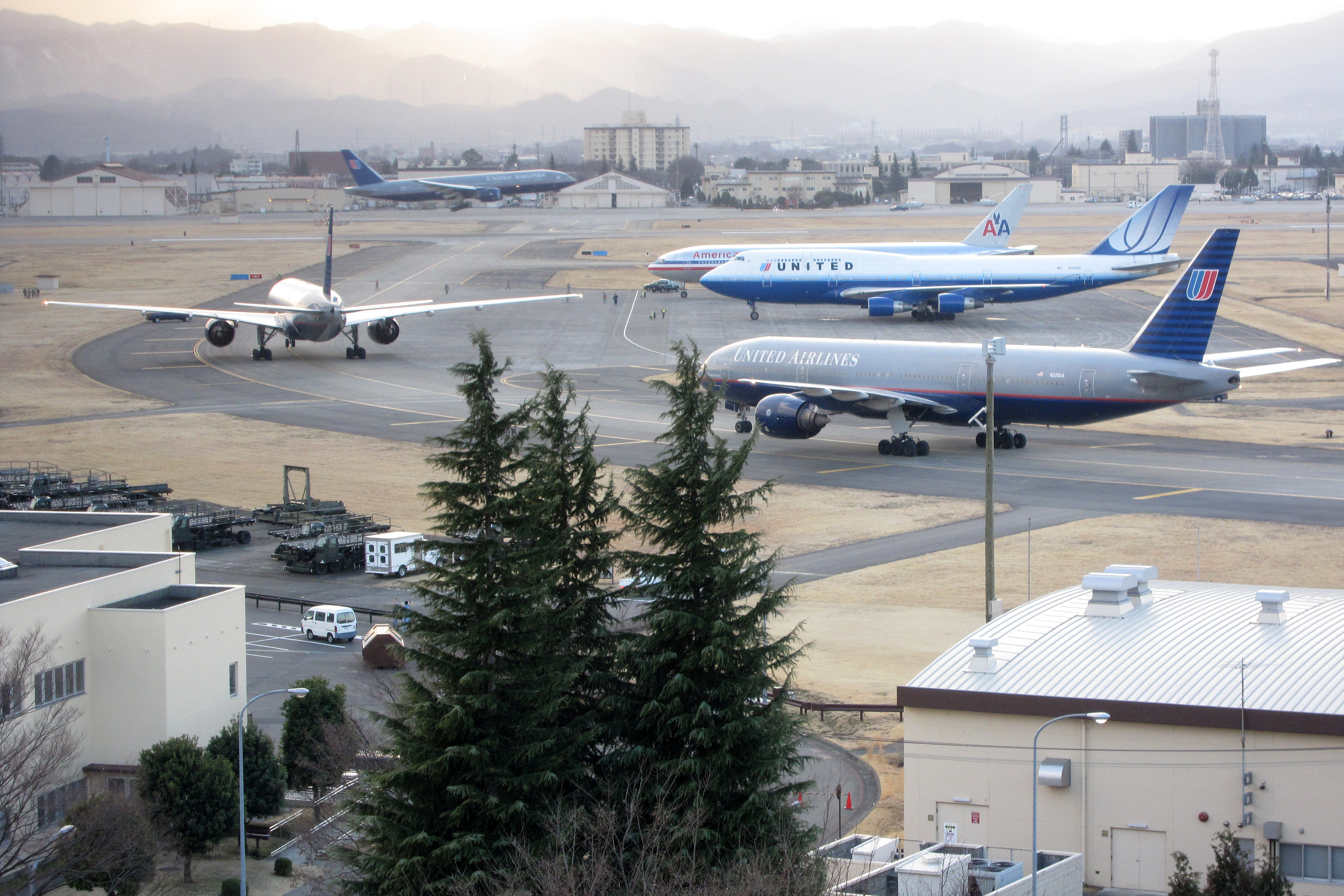
東北地方太平洋沖地震の影響で成田空港が閉鎖されたため、横田基地にダイバートしたアメリカの航空会社の旅客機（2011年3月11日）

ダイバートが発生する主な理由を下記に列挙する。
- 目的地の空港において、主に視程不良・横風制限など最低気象条件を下回ったことにより着陸ができない場合。
- 目的地空港の滑走路が航空事故や天災など、何らかの理由によって閉鎖されている場合。
- 何らかの理由により搭載燃料が不足し、目的地にたどり着けない場合[1]。
- 機内で急病人などの発生、機体異常の発生などで緊急に最寄空港に着陸する必要がある場合[2]。
- 目的地空港の運用時間が終了している場合（後述）。

離陸直後に機体や機内に異常が発生した場合では、出発空港に引き返す場合（この場合は「リターン」）もある。
代わりの着陸先としては、民間機の場合は他の空港へ、軍用機の場合は最寄の軍事基地が多いが、場合によっては軍用機が一般の空港（米軍・自衛隊などの何かしらの施設がある空港への着陸が一般的）へ、民間機が軍事基地（日本では在日米軍の横田基地・嘉手納基地、自衛隊の硫黄島航空基地（硫黄島分屯基地）など。この場合は一切降機できず、再出発を待つ）に着陸する場合もある。

### 日本の空港における門限オーバーによるダイバート
日本では成田国際空港、大阪国際空港（伊丹空港）、福岡空港など住宅地の内部に位置するような空港がいくつか存在し、これらの空港ではそれぞれ「門限（Curfew）」が設けられている。例として挙げた成田国際空港では0時から6時、伊丹空港では21時から翌7時、福岡空港では22時から翌7時の間は離着陸が禁止されている。
これらの空港では、航空会社の努力では対応できないやむを得ない場合などに限って「門限」を超えた着陸を認めているが、航空会社の責任により「門限」に間に合わなかった場合の着陸は認めておらず、航空機は近隣の24時間運用が可能な空港にダイバートを行うか、出発地空港にリターンすることになる。
福岡空港では2023年2月に羽田空港発の日本航空機が門限オーバーとなった際、ダイバートをせずに羽田にリターンした事案が報道において大きく糾弾されたことから問題が顕在化した。以降、国内航空各社では24時間運用を行っている北九州空港へダイバートできる体制の整備を進め、大手二社などのフライトにおいては出発地空港にリターンをせずに北九州にダイバートする（或いは福岡行きを「欠航」とし、北九州行きの臨時便を運航する）方針を取るようになった。

## 対応
ダイバートが発生した場合、管理管制日誌にダイバートの処理に関する事項を記載することが"航空保安業務処理規程 第5 管制業務処理規程"にて規定されている。
事前にダイバートの可能性があることを承諾の上で出発（条件付出発、主に目的地の気象の状況が悪い場合）することもあるが、原則として航空会社の責任で旅客を最終目的地まで送り届ける。
- ダイバート後も当該機が運航を継続する場合には、再出発の条件が整い次第、改めて目的地まで飛行する。当日中の再出発が不可能な場合や待機時間が長くなる場合には、航空会社の規定により宿泊場所や食事の手配が行われることがある。
- ダイバート後に当該機が運航を打ち切る場合には、代替便、後続便もしくは他目的地の別便などに搭乗することになる。また、バス・タクシー・列車などの航空機以外の手段が手配される場合がある。

目的地空港の雲底が低くダイバートの可能性があるとき、航空会社は運航乗務員をより上位のILSカテゴリー資格を持つ者に代えることがある。

## その他
機内での飲酒の上での暴力や携帯電話使用、喫煙行為などの違法行為によるダイバート発生事例もあり、この場合、着陸地での当局による拘束や法的処分が行われるほか、当該行為者に費用請求する法的検討も航空会社では進んでいる。
一部の軍用飛行場にはダイバートを想定し、空港コードが割り当てられている。（在日米軍基地の例　横田基地：OKO/RJTY、厚木基地：NJA/RJTA、嘉手納基地：DNA/RODN、他）
スペースシャトルは予定軌道に到達する前の中断や天候不良で予定した着陸場が使えない事態に備え、3000m級の滑走路を有する世界各地の飛行場が緊急着陸場として指定された。また空白域を埋めるためマタベリ国際空港のように空港規模と不釣り合いな滑走路を整備する例もあった。